# Tempo (documentário)
Tempo é um documentário sobre o processo de concepção do primeiro álbum solo da cantora brasileira Sandy, Manuscrito (2010). O filme, que está presente na edição especial (CD+DVD) do álbum Manuscrito, revela a concepção da carreira solo da cantora e momentos intimistas do processo criativo do disco.

## Ligações Externas
- Sandy - Documentário Tempo no Vimeo